# Байдалова, Ольга Николаевна
Ольга Николаевна Байдалова (род. 28 июня 1973, Оренбург) — российский тренер по адаптивным видам спорта, Заслуженный тренер России.

## Биография
Ольга Николаевна Байдалова родилась 28 июня 1973 года в городе Новотроицк, Оренбургская область.
С детства занималась плаванием, достигла разряда кандидата в мастера спорта. Желание стать тренером появилось уже в 12 лет, когда она вдохновилась примером своего первого тренера — заслуженного тренера РСФСР Елены Александровны Тихоновой.
В 2008 году окончила Оренбургский государственный педагогический университет по специальности «Физическая культура».
По окончании института начала тренерскую деятельность — сначала в родном Новотроицке, а затем, после переезда в Санкт-Петербург, — в спортивной школе олимпийского резерва «Экран». В 2010-х получила звание заслуженного тренера России, специализируясь на адаптивных видах спорта (спорт лиц с поражением опорно-двигательного аппарата).
С 2010 года входит в тренерский состав сборной России по адаптивному плаванию.

## Карьера
Ольга Байдалова начала тренерскую деятельность в родном Новотроицке. В 2013 году переехала в Санкт-Петербург и присоединилась к команде СШОР по водным видам спорта «Экран», где с тех пор работает тренером по адаптивному плаванию.
С 2015 года работает с паралимпийцем Андреем Калиной, под её руководством он стал трёхкратным чемпионом Паралимпийских игр — Токио-2020 и Париж-2024.
В предолимпийской подготовке к Олимпийским играм в Рио-2016 Байдалова участвовала в тренерской работе со сборной России, однако её команда не была допущена к соревнованиям вследствие санкций. Этот период она назвала «самым сложным» в карьере.
С 2021 года начала работу с юными олимпийцами — вместе с коллегой Еленой Кузнецовой тренирует Мирона Лифинцева и Егора Корнева. Под её руководством Лифинцев стал пятикратным чемпионом мира на короткой воде в 2024 году.
Сейчас продолжает работу в СШОР «Экран», совмещая подготовку паралимпийцев и членов основного состава сборной России по плаванию.

## Лучшие ученики
- Андрей Калина - многократный чемпион и призёр Паралимпийских игр, мира, Европы, России.
- Мирон Лифинцев - многократный чемпион мира, Европы, России, рекордсмен мира.
- Егор Корнев - чемпион мира, многократный чемпион России, рекордсмен мира.

## Достижения и награды
Орден Дружбы (1 июля 2022 года) — за обеспечение успешной подготовки спортсменов, добившихся высоких достижений на Олимпийских и Паралимпийских летних играх 2020 года в Токио (Япония).
Орден Почёта (3 марта 2025 года) — за подготовку спортсменов, добившихся высоких спортивных результатов на Паралимпийских летних играх 2024 года в Париже.
Заслуженный тренер России — почётное спортивное звание, присвоено приказом Министерства спорта Российской Федерации за подготовку чемпионов и призёров международных соревнований по адаптивным видам спорта.

## Цитата
Ставьте перед собой большую цель – в неё легче попасть.